# UGC 3378
UGC 3378 è una galassia distante 240 milioni di anni luce dalla Terra, osservabile nella costellazione della Giraffa. Essa contiene una stella che è esplosa come supernova, chiamata SN 2010lt, ed è stata osservata a gennaio 2011.